# Luca Zidane
Luca Zinedine Zidane Fernández (* 13. května 1998, Aix-en-Provence) je francouzsko-španělský fotbalista, syn Zinédina Zidaneho a bratr Enza Zidaneho. Hraje na postu brankáře za Granadu, kam přestoupil z Eibaru. V letech 2017–2020 odchytal dvě utkání za Real Madrid CF. Je bývalým mládežnickým reprezentantem Francie.

## Úspěchy

### Real Madrid
- Liga mistrů UEFA: 2017/2018
- Superpohár UEFA: 2017
- Supercopa de España: 2017

### Reprezentační
- Mistrovství Evropy ve fotbale hráčů do 17 let: 2015